# Armillaria luteobubalina
El fong australià de la mel (Armillaria luteobubalina) és una espècie de bolet agarical de la família de les fisalacriàcies (Physalacriaceae). Àmpliament distribuït al sud d'Austràlia, és el fong responsable de la malaltia coneguda com a «putrefacció de l'arrel per Armillaria», causa principal de mort dels eucaliptus, i de l'acronecrosi. És la més patògena i generalitzada de les sis espècies d'Armillaria que es troben a Austràlia. El fong també ha estat recollit a l'Argentina i a Xile.

## Característiques
El cos fructífer o basidiocarp té color torrat crema, capells que creixen fins a 10 cm de diàmetre i tiges que arriben fins a 20 cm de llarg per 15 mm de gruix. Els basidiocarps, que apareixen a la base dels arbres infectats i altres plantes llenyoses a la tardor (març-abril), són comestibles, però requereixen cocció per a eliminar-ne el gust amarg. El fong es dispersa per espores, produïdes en les làmines de la part inferior de les barrets, i també per creixement vegetatiu en les arrels dels arbres hostes. El seu sistema de ventilació permet que es difongui de manera eficient l'oxigen a través de micelis rizomorfs (estructures semblants a arrels formades per cordons d'hifes) i facilita la seva capacitat de propagació vegetativa.
Armillaria luteobubalina fou descrita per primera vegada el 1978, després de ser descoberta anys abans en una plantació d'eucaliptus al sud-est d'Austràlia. Es diferencia d'altres espècies australianes conegudes d'Armillaria per la seva agressiva patogenicitat. Poden passar anys sense que els arbres infectats comencin a mostrar signes de malaltia i això pot dur a la subestimació del nivell d'expansió de la malaltia. Els estudis mostren que la propagació de la malaltia en els boscos d'eucaliptus està associada amb l'abandonament de soques infectades després del desmunt (o eliminació de la vegetació nadiua) de terres a Austràlia per a usos agrícoles i urbans. Tot i que s'han proposat diversos mètodes per a controlar la propagació d'aquesta malaltia, aquests són, la major part, econòmicament o mediambientalment inviables. Les anàlisis filogenètiques han determinat que A. luteobubalina està estretament relacionada amb A. montagnei i que ambdues espècies, al seu torn, estan estretament relacionades amb l'espècie brasilera A. paulensis. La distribució d'A. luteobubalina suggereix que és una espècie antiga que es va originar abans de la separació del supercontinent precursor Gondwana.

## Història i filogènia
Armillaria luteobubalina fou descrit per primera vegada el 1978 pels micòlegs Roy Watling i Glen Kile, que havien estudiat els seus efectes en les plantacions d'Eucalyptus regnans prop de Traralgon, a Victòria, Austràlia. La plantació, establerta el 1963, constava en gran part d'arbres amb una alçada mitjana d'uns 25 metres. Un grup d'arbres morts i moribunds descoberts el 1973 va suggerir un atac virulent per un patogen primari, és a dir, que infecta un amfitrió afavorint una possible invasió per altres patògens secundaris. Aquesta conclusió era incompatible amb el comportament de les espècies patògenes d'Armillaria conegudes en aquell moment a Austràlia A. mellea i A. elegans. Un estudi més extens en anys posteriors mostrà que el fong s'expandia amb el creixement de micelis subterranis en les arrels dels arbres, i s'estenia a partir de la soca infectada inicial amb una mitjana de 2,5 metres a l'any. La majoria dels registres australians d'infeccions d'Armillaria referides a A. mellea indiquen la presència de rizomorfs negres. Durant més de cent anys, es va pensar que A. mellea era una espècie pleiomorfa (que presenta formes diferents) amb una àmplia distribució i rang d'hostes i una patogenicitat variable, i això donà lloc a una gran confusió entre taxònoms i fitopatòlegs per igual. El 1973, Veikko Hintikka va informar sobre una tècnica per a distingir entre espècies d'Armillaria fent-les créixer conjuntament com una única espora aïllades en plaques de Petri i observant-ne els canvis en la morfologia dels cultius. Usant tècniques similars, altres micòlegs van determinar finalment que el complex d'espècies Armillaria mellea d'Europa i d'Amèrica del Nord es componia de cinc i deu espècies biològiques diferents, respectivament.
Watling i Kile van comparar les característiques macroscòpiques i microscòpiques del patogen Armillaria amb A. polymyces (ara conegut com a A. ostoyae), A. mellea, A. limonea i A. novae-zelandiae, i van trobar prou diferències entre si com per a justificar la designació de l'espècie com a nova. El seu epítet específic es deriva del llatí «lutea» ('groc'), i es va triar per a ressaltar una important característica distintiva: el seu fort color groc de la copa i la manca de color vermellós o tons marrons a l'estípit, típic d'un altre integrant d'Armillaria.
Un estudi filogenètic de les espècies Armillaria d'Amèrica del Sud va concloure que A. luteobubalina és del mateix llinatge que A. montagnei, i aquest llinatge és germà d'un llinatge que conté A. paulensis, una espècie coneguda d'un únic espècimen recollit a São Paulo, Brasil. Tot i que són molt semblants, els exemplars d'A. luteobubalina tenen espores més petites que les mostres argentines d'A. montagnei, i la seva distinció està ben recolzada per l'anàlisi filogenètica. Basant-se en l'anàlisi d'enzims pèctics, A. luteobubalina està estretament relacionat amb A. limonea, una espècie que es troba a Nova Zelanda. Aquest resultat corrobora les anàlisis filogenètiques reportades el 2003 i 2006. L'anàlisi molecular de 27 mostres d'A luteobubalina del sud-oest d'Austràlia Occidental i una de Traralgon (Victòria, Austràlia) va revelar-ne quatre grups polimòrfics diferents. Aquesta variació genètica suggereix que és nadiua d'Austràlia.

## Descripció

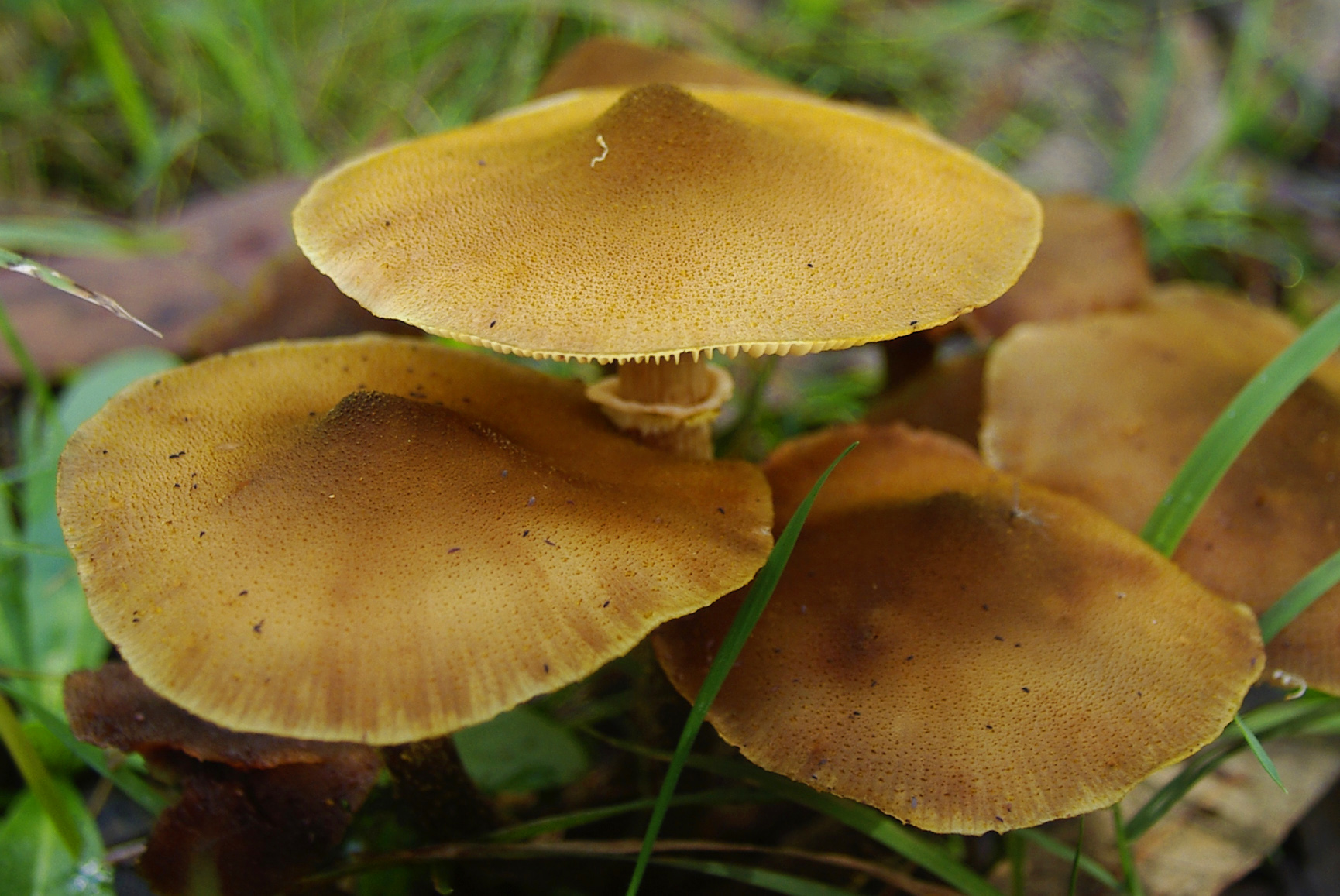
Els capells dels fongs estan coberts de diminutes escates i tenen umbo

Armillaria luteobubalina té un píleu o capell de fins a 10 cm de diàmetre, amb una forma entre convexa i plana i umbo (elevació arrodonida) central i diversos tons de crema, groc i marró. La superfície del capell està coberta d'escates més fosques i és aspra al tacte. La vora del capell o marge es troba enrotllat cap a dins en els exemplars joves. Les làmines són atapeïdes i sinuoses, i inicialment té un to entre blanc i crema, i en la maduresa de color marró crema o marró rosaci, i a voltes amb marques grogues o color òxid prop dels marges. L'estípit (tija o peu) és central (s'uneix al capell al centre) i fa fins a 20 cm de llarg i 1,5 cm de gruix. És lleugerament més gruixut per la base que per l'àpex, a vegades gairebé bulbós. La superfície de la tija té fibril·les que van de dalt a baix en sentit longitudinal. Té un anell tou de color groc d'aspecte llanós que pot desenvolupar vores dentades irregulars amb el temps. La trama (carn o part interna del basidiocarp) és blanca, i en la tija té una consistència llanosa o fibrosa. Tot i tenir un intens sabor amarg, Armillaria luteobubalina és comestible i si es cou en desapareix el sabor amarg.